# Cuarte de Huerva
Cuarte de Huerva là một đô thị ở tỉnh Zaragoza, Aragon, Tây Ban Nha. Theo điều tra dân số 2004 của Viện thống kê Tây Ban Nha (INE), đô thị này có dân số là 2.582 người. Diện tích đô thị này là 8 ki-lô-mét vuông. Đô thị này nằm ở độ cao 299 m trên mực nước biển.

## Biến động dân số
| 1900 | 1910 | 1920 | 1930 | 1940 | 1950 | 1960 | 1970 | 1981  | 1991  | 2001  | 2006  |
| ---- | ---- | ---- | ---- | ---- | ---- | ---- | ---- | ----- | ----- | ----- | ----- |
| 275  | 298  | 295  | 271  | 322  | 386  | 491  | 744  | 1.148 | 1.353 | 1.922 | 3.837 |